# Odontomyia fulminans
Odontomyia fulminans är en tvåvingeart som beskrevs av Mario Bezzi 1928. Odontomyia fulminans ingår i släktet Odontomyia och familjen vapenflugor.
Artens utbredningsområde är Fiji. Inga underarter finns listade i Catalogue of Life.